# Longmireské budovy

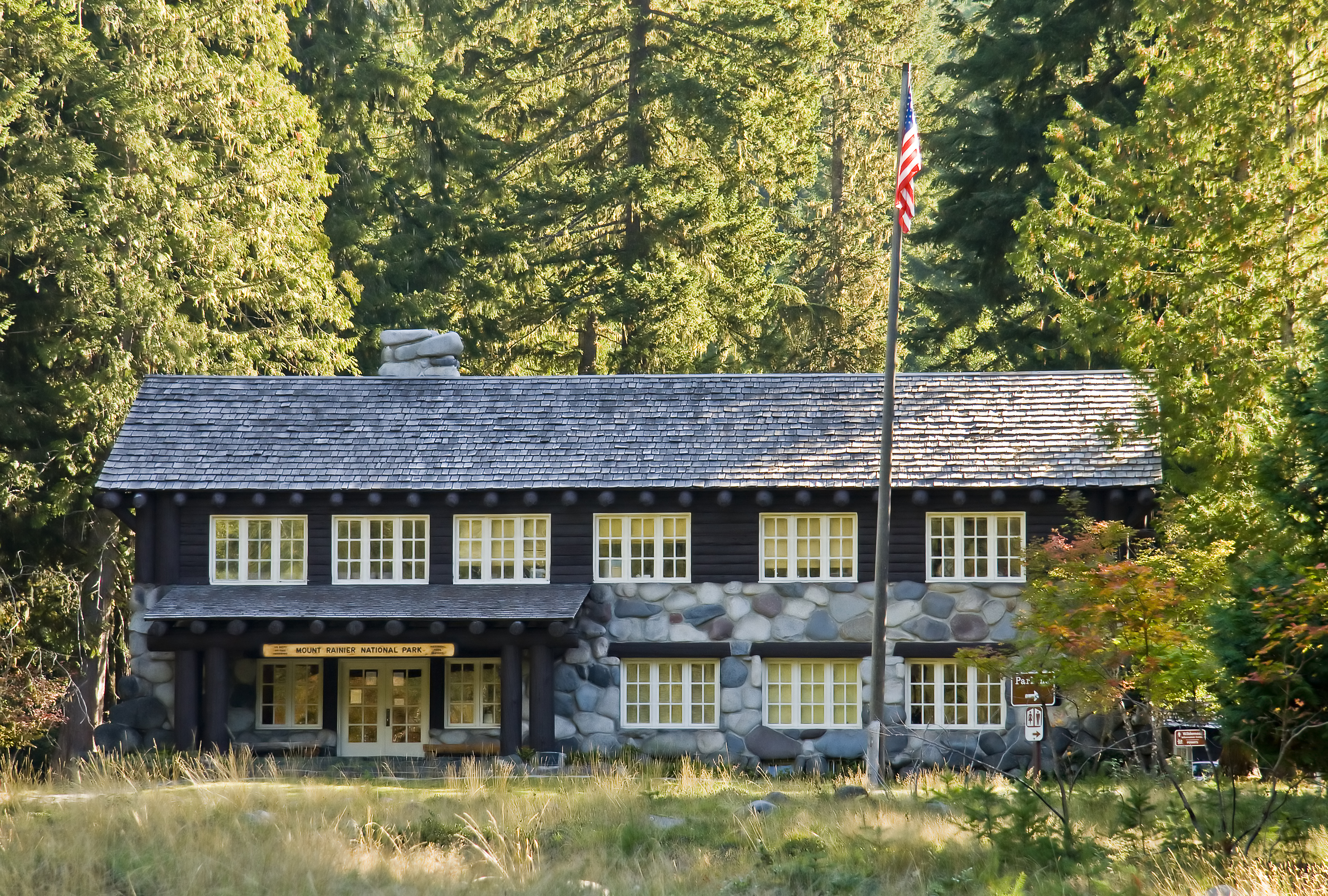
Administrační budova.

Longmireské budovy v národním parku Mount Rainier se skládají ze tří budov v horském městečku Longmire a jsou nejvýznamnějšími příklady rustikální architektury v systému amerických národních parků. Patří sem obecní budova z roku 1927, administrační budova z roku 1928 a čerpací stanice z roku 1929. Tyto budovy byly společně v roce 1987 jmenovány národními historickými památkami. Obecní a administrační budova byly navrženy personálem správy národních parků pod vedením Thomase Chalmerse Vinta.

## Administrační budova
Longmireská administrační budova je největší a architektonicky nejvýznamnější ze tří chráněných budov. Dvoupatrová budova má kamennou konstrukci až k parapetům oken ve druhém patře, kde začíná kládová konstrukce. Do budovy se vstupuje krytým vchodem, který je vytvořen z neobvykle silných ořezaných klád. Jako administrační centrum parku se zde nacházely kanceláře ředitele parku a různých techniků. Po vybudování nové administrační budovy za hranicemi národního parku slouží budova jako turistické kontaktní centrum a sídlo údržby parku.
Po vstupu se dá dostat dvojitými dveřmi do recepce s kamenným krbem. Konferenční místnost a kanceláře se nachází ve druhém podlaží, zatímco v suterénu se nachází mechanické nástroje a cely. Venkovní rohy budovy jsou opřeny o kamenné čtyřhranné pilíře. Od parapetů oken druhého patra nahoru je budova postavena z klád, což ji dává vzhled dřevěného srubu.

## Obecní budova
Obecní budova byla postavená jako první a udala tón pro oblast. Budova ve tvaru písmene T obsahuje velkou obecní místnost o rozměrech 18 metrů a 9 metrů, zatímco ve vedlejším křídle se nachází záchody a obydlí personálu. V jednom výklenku před obecní místností se nachází hluboký krytý vchod. Plášť budovy je z dřevěných prken. Interiér budovy obsahuje na jedné straně velký kamenný krb, jehož zdivo je charakteristické, s čtvercovými kameny v dolní části a kulatými ledovcovými kameny nahoře. Na druhé straně místnosti se nachází jeviště. Mezi původní vybavení také patří úchyty na světlo a kládové stoly, podobné těm v Paradise Innu. V roce 1964 byly renovovány zdejší byty a zůstalo jim jen málo historického významu, takže interiér křídla budovy byl vynechán z nominace na národní historickou památku. Přízemí křídla je využíváno jako kuchyně, zatímco v patře se nachází dva byty.

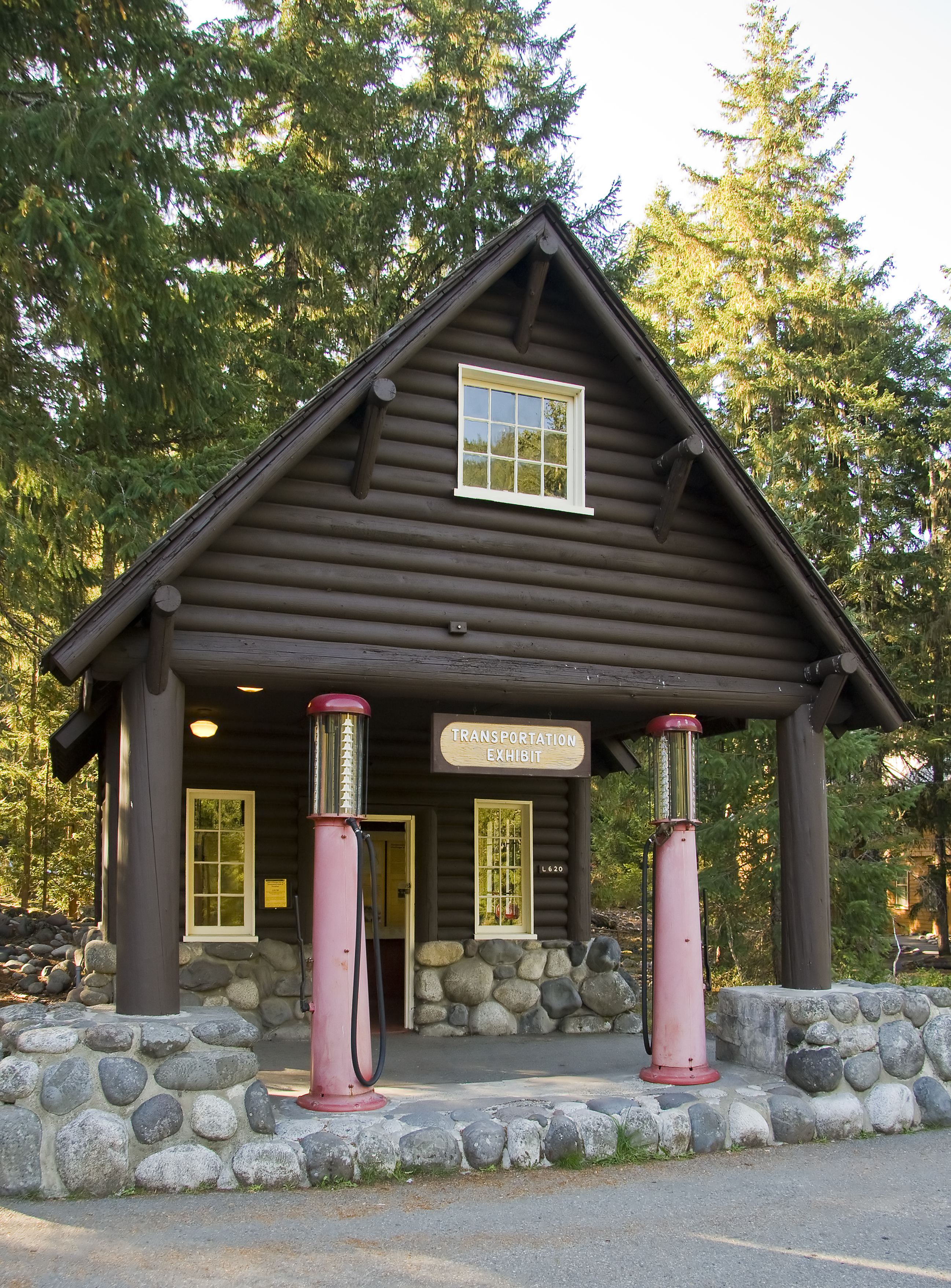
Čerpací stanice.

## Čerpací stanice
Čerpací stanice z roku 1929 nabízela návštěvníkům parku benzín a základní služby. Přední část budovy je projížděcí krytý výklenek s podpěrou na ostrůvku s pumpami, zatímco kanceláře se nachází za výklenkem. Obě části budovy kryje prudce skloněná půda. Od země až k parapetům oken přízemí je budova postavena z kamenného betonu, zatímco vyšší část je kryta obkladem z dřevěných prken. Střechu pokrývají cedrové šindeli. Na půdě se nachází malý byt, přístupný po schodišti.

## Další fakta
Longmireské budovy tvoří část Longmireského historického obvodu, který je částí obvodu historických památek, jenž pokrývá celý národní park Mount Rainier.
Zatímco administrační budova a čerpací stanice jsou blízko u sebe a u cesty, obecní budova je na druhém břehu řeky Nisqually. Dozor nad stavbou všech tří budov měl Ernest A. Davidson, architekt správy národních parků, kterému byl park přidělen. Architekt Thomas Chalmers Vint, který je ale postavil, se také rozhodl zařadit obecní a administrační budovu do své publikací Parkové a rekreační budovy z roku 1938, které byly o rustikální architektuře, která velice ovlivnila styl budov v amerických národních a státních parcích ve třicátých letech dvacátého století. Čerpací stanice v Longmiru je téměř unikátním architektonickým příkladem pro budovu svého typu.